# 管区警察局
管区警察局（かんくけいさつきょく 英語表記:District Police Bureau、Regional Police Bureau）は、警察庁の地方機関。警察法第30条に基づいて設置された機関であり、所在地及び管轄区域も同法に基づく。前身は国家地方警察本部が全国に6つ設置した警察管区本部であり、1954年（昭和29年）に施行された新警察法により管区警察局となった。
東北、関東、中部、近畿、中国四国、九州の6つで構成されている。2019年4月1日の改正で、中国と四国が統合され中国四国になり、その下に四国警察支局が設置された。各「管区警察局長」は警視監。

## 業務・組織
警察法第5条第4項第2号、第4号から第15号まで、第18号から第21号まで及び第24号から第27号までに掲げるものに係るものを分掌する。特例として、重大サイバー事案に係る犯罪の捜査その他の重大サイバー事案に対処するための警察の活動に関することは、関東管区警察局が全国を管轄区域として分掌する（警察法第30条の2）。
管内府県警察の監察・業務指導、表彰、広域捜査の調整、大規模災害への対応、警察通信事務などを行う。
- 総務監察部（東北管区警察局・中国四国管区警察局は「総務監察・広域調整部」)
- 広域調整部
- 情報通信部
  - 府県情報通信部
- 管区警察学校：警察法第32条に基づき、管区警察局に附置されており、警察上級幹部の教育訓練等を行う。

## 運用
北海道と東京都は、いずれの管区警察局にも属さない。北海道には北海道警察が置かれているが、北海道は一つの都道府県が一つの地方全体を構成するため、管区警察局による広域調整機能が必要がなく、管区警察局が置かれていない。また、警視庁の長は警視総監であり、警視監である関東管区警察局長の指導・調整を受けないことや、「首都警察本部」という特殊性から、関東管区警察局の管轄から除外する。
東京都と北海道には、警察庁の地方機関である警察情報通信部が置かれる。警察情報通信部は、警察庁の地方機関であり、管区警察局の出先機関で、各府県に置かれる情報通信部とは別格の組織である。
警視庁と北海道警察に対する広域調整・監察機能は、警察庁本庁が直接担う。
近年では運営上でも県警察本部と一体化するところがあり、中部・九州は愛知・福岡県警察本部のビルに同居ないしは同じ敷地内にある。これに伴い、運用面で県警本部と一部統合されている。

## 一覧
| 名称               | 位置             | 管轄区域                                                     | 備考                                                    |
| ------------------ | ---------------- | ------------------------------------------------------------ | ------------------------------------------------------- |
| 東北管区警察局     | 仙台市青葉区     | 青森・岩手・宮城・秋田・山形・福島                           | 宮城県警と一部一体運用                                  |
| 関東管区警察局     | さいたま市中央区 | 茨城・栃木・群馬・埼玉・千葉・神奈川・新潟・長野・山梨・静岡 | 管区警察局の中では最大規模。 警視庁及び皇宮警察は管轄外 |
| 中部管区警察局     | 名古屋市中区     | 富山・石川・福井・岐阜・愛知・三重                           | 愛知県警と一部一体運用                                  |
| 近畿管区警察局     | 大阪市中央区     | 滋賀・京都・大阪・兵庫・奈良・和歌山                         |                                                         |
| 中国四国管区警察局 | 広島市中区       | 鳥取・島根・岡山・広島・山口・徳島・香川・愛媛・高知         |                                                         |
| （四国警察支局）   | 香川県高松市     | 徳島・香川・愛媛・高知                                       | 警察支局として中国四国管区警察局の所掌事務を分掌        |
| 九州管区警察局     | 福岡市博多区     | 福岡・佐賀・長崎・熊本・ 大分・宮崎・鹿児島・沖縄            | 福岡県警と一部一体運用                                  |

## 廃止
- 中国管区警察局、四国管区警察局 - 2019年（平成31年）4月1日に中国四国管区警察局に統合された。四国管区警察局は四国警察支局となる。